# Veldtochten van de Onafhankelijke Congostaat tegen de Arabo-Swahili
De Veldtochten van de Onafhankelijke Congostaat tegen de Arabo-Swahili, ook bekend als de Belgo-Arabische Oorlog of de Arabische campagne in het Maniema-gebied, waren een reeks van militaire operaties die de Force Publique van de Onafhankelijke Congostaat tussen november 1892 tot januari 1894 ondernam tegen de Arabo-Swahilische machthebbers in het oosten van de huidige Democratische Republiek Congo. Deze Arabo-Swahili's, destijds Arabieren genoemd, waren handelaars die de regio de facto economisch domineerden, en zo in concurrentie kwamen met de regering van de Congostaat, die haar gezag over het gebied wilde laten gelden.
De strijd werd gevoerd door lokale gezagsdragers van de Congostaat, aanvankelijk tegen hun orders in. Zij kregen te maken met grote problemen voor de bevoorrading van voedsel, munitie en manschappen. Slechts door enkele gelukkige treffers, eerder dan door strategisch weloverwogen beslissingen, konden zij het conflict in het voordeel van de Congostaat beslechten.
Voor de buitenwereld werd het conflict voorgesteld als een strijd tegen de 'mensonwaardige slavenhandel' en voor de beschaving. In werkelijkheid was de 'bevrijde' inlandse bevolking na afloop van het conflict nauwelijks beter af.

## Voorspel

### De Arabische penetratie in Oost-Congo

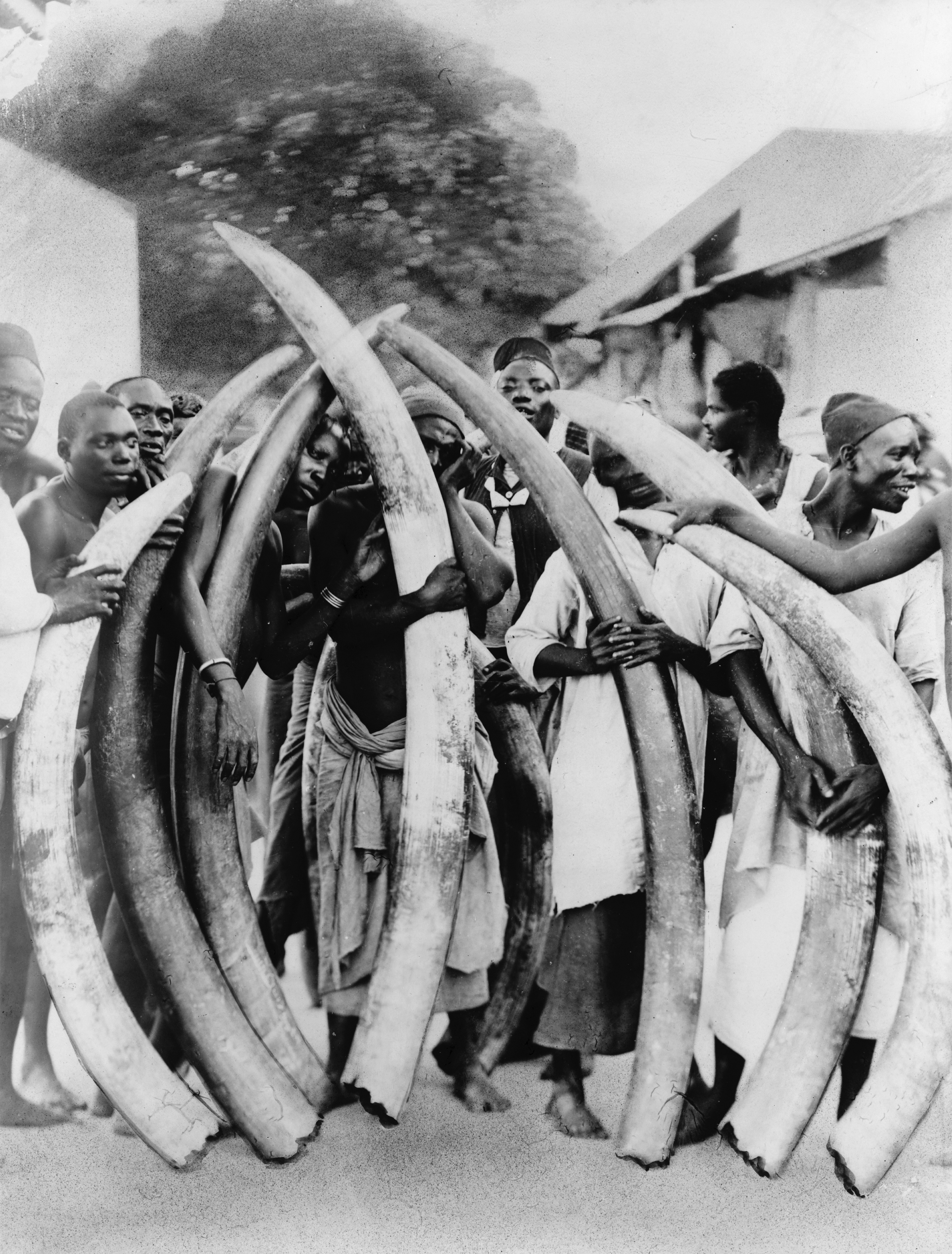
Ivoorhandel in Dar-es-Salaam.

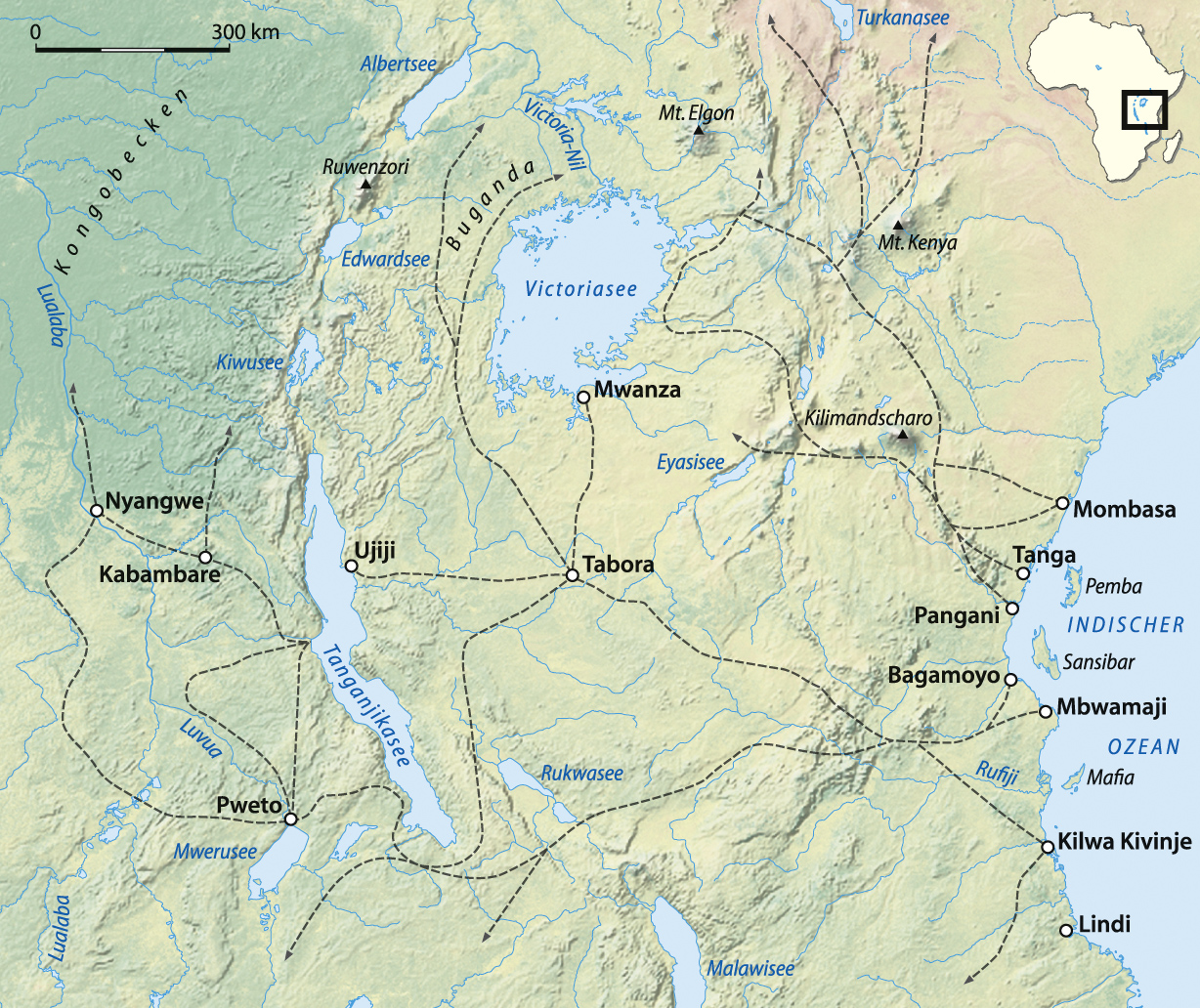
Karavaanroutes vanuit Zanzibar.

De binnenlanden van Afrika waren voor Europeanen nog een blinde vlek op de kaart toen vanaf circa 1840 handelaars uit Zanzibar en de Swahilikust het gebied tussen het Tanganyikameer en de Lualaba begonnen te verkennen. De handelswaar die zij er zochten was ivoor, waar een grote vraag naar bestond in India voor het snijden van siervoorwerpen. Van secundair belang was de levering van goedkope arbeidskrachten voor de kruidnagelplantages op Pemba, een teelt geïntroduceerd in 1818.
In de jaren 1870 liep de belangrijkste karavaanroute uit Zanzibar langs de havenstad Bagamoyo en vervolgens westwaarts over de nederzettingen Tabora, Ujiji aan de oostelijke oever van het Tanganyikameer, Baraka aan de westelijke oever, Kabambare, naar Kasongo en Nyangwe aan de Lualuba. Deze nederzettingen groeiden uit tot belangrijke markt- en stapelplaatsen voor de commerciële expedities van de handelaars uit Zanzibar.
De Zanzibarische en Swahilische handelaars, of Arabo-Swahili's, konden door hun technologische voorsprong en door het handig tegen uit elkaar uitspelen van de plaatselijke stammen, de inlandse bevolking domineren en er een machtspositie uitbouwen.
De ontdekkingsreizen van de Europeanen zoals Burton en Speke, Livingstone en later Stanley naar het hart van het continent vertrokken stuk voor stuk uit Zanzibar en volgden de karavaanroutes. Het was in Ujiji dat Stanley in 1871 Livingstone ontmoette. Op deze reis had Stanley ook de gelegenheid om de belangrijkste handelaars in de regio te ontmoeten. Hij zag ze terug op zijn tweede reis in 1876. Met de hulp van de machtigste handelaar in de regio, Hamed ben Mohammed el Moerjebi, bijgenaamd Tippo Tip, zette Stanley toen zijn expeditie op om de loop van de Congostroom te verkennen vanaf Kasongo. Stanley reisde door het continent en bereikte uiteindelijk Boma aan de Atlantische kust. Tippo Tip daarentegen keerde terug oostwaarts, en begon ook de regio rond de Stanley Falls te exploiteren.
Stanley begon vervolgens voor rekening van Leopold II van België het Congobekken vanaf het westen te ontsluiten, terwijl in het oosten Tippo Tip en de andere handelaars hun posities nog versterkten.

### De Congostaat en de Arabo-Swahili's

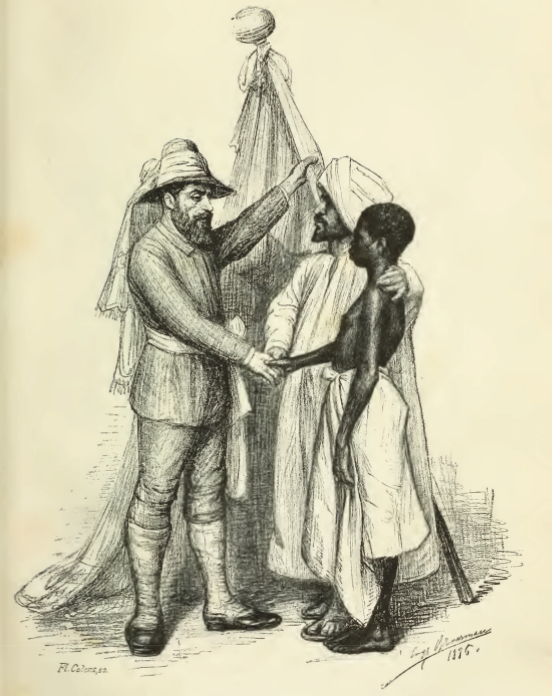
Allegorische voorstelling van de samenwerking tussen de drie rassen, waarbij de Europeaan de vlag van het staatsgezag vasthoudt. Tekening van Eugène Broerman.

De Europese mogendheden wezen in 1885 op de Koloniale Conferentie van Berlijn het Congobekken toe aan Leopold II, waarmee de Onafhankelijke Congostaat ontstond. Bij deze beslissing gingen ze eraan voorbij dat de handelaars uit Zanzibar in Oost-Congo reeds het feitelijke staatsgezag op zich hadden genomen, onder de formele suzereiniteit van de sultan van Zanzibar.
De Congostaat, die in het oosten nog zeer zwak stond, trachtte de Arabo-Swahilische machthebbers in de regio in te schakelen in het nieuwe gezagssysteem. Volgens de heersende doctrine, onder meer aangehangen door Jérôme Becker, kunnen de Arabieren de kinderlijke Afrikanen arbeidsethos en discipline bijbrengen door hen te werk te stellen in hun plantages.
Stanley sloot op 24 februari 1887 in Zanzibar namens de Congostaat een verdrag met de sultan en met Tippo Tip, waarin deze laatste werd aangesteld tot wali of gouverneur van Stanley Falls (Kisangani). Tippo Tip moest het gezag van de Congostaat laten gelden in het territorium, begrensd door de Aruwimi en de Lualaba, de "Arabische zone" genoemd. Hij kreeg hierbij, naar het model van Nederlands-Indië, een blanke resident naast zich. Het was de bedoeling dat ook de lucratieve ivoorhandel voortaan over de Congostroom naar de havens aan de Atlantische kust zou verlopen. Ook zou Tippo Tip hand-en-spandiensten kunnen leveren bij de organisatie van een expeditie naar het Nijlgebied (de Lado-enclave), de grote droom van Leopold II.
Al spoedig bleek dat Tippo Tip aan zijn functie een andere invulling gaf dan de centrale regering van de Congostaat voor ogen had gehad: in plaats van de wil van de koning uit te voeren, beschouwde Tippo Tip zich eerder als een vazal die binnen zekere beperkingen zijn zin kon doen. Bovendien was Tippo Tip geen heer en meester in oostelijk Congo: hij was eerder een primus inter pares. Sommige andere handelaars beschouwden de overeenkomst van Tippo Tip met de Onafhankelijke Congostaat als collaboratie. Rumaliza, de machthebber aan het Tanganyikameer, liet zelfs de vlag van de Congostaat omhakken en vervangen door de rode vlag van de sultan van Zanzibar, die hij als enige autoriteit erkende. In Europa werd de benoeming van een (ex-)slavenhandelaar in een officiële functie fel bekritiseerd.
Onder invloed van de denkbeelden van kardinaal Lavigerie werd in België de Société antiesclavagiste de Belgique opgericht. Twee jaar later, in 1890, kwam de Conventie van Brussel tot stand, die de slavenhandel veroordeelde en de middelen aangaf om ertegen te strijden, inclusief het sturen van militaire expedities. Het klimaat van samenwerking met de Arabische handelaars, zoals voorgestaan door Jérôme Becker, sloeg nu om in een sfeer van confrontatie.

## Toenemende spanningen

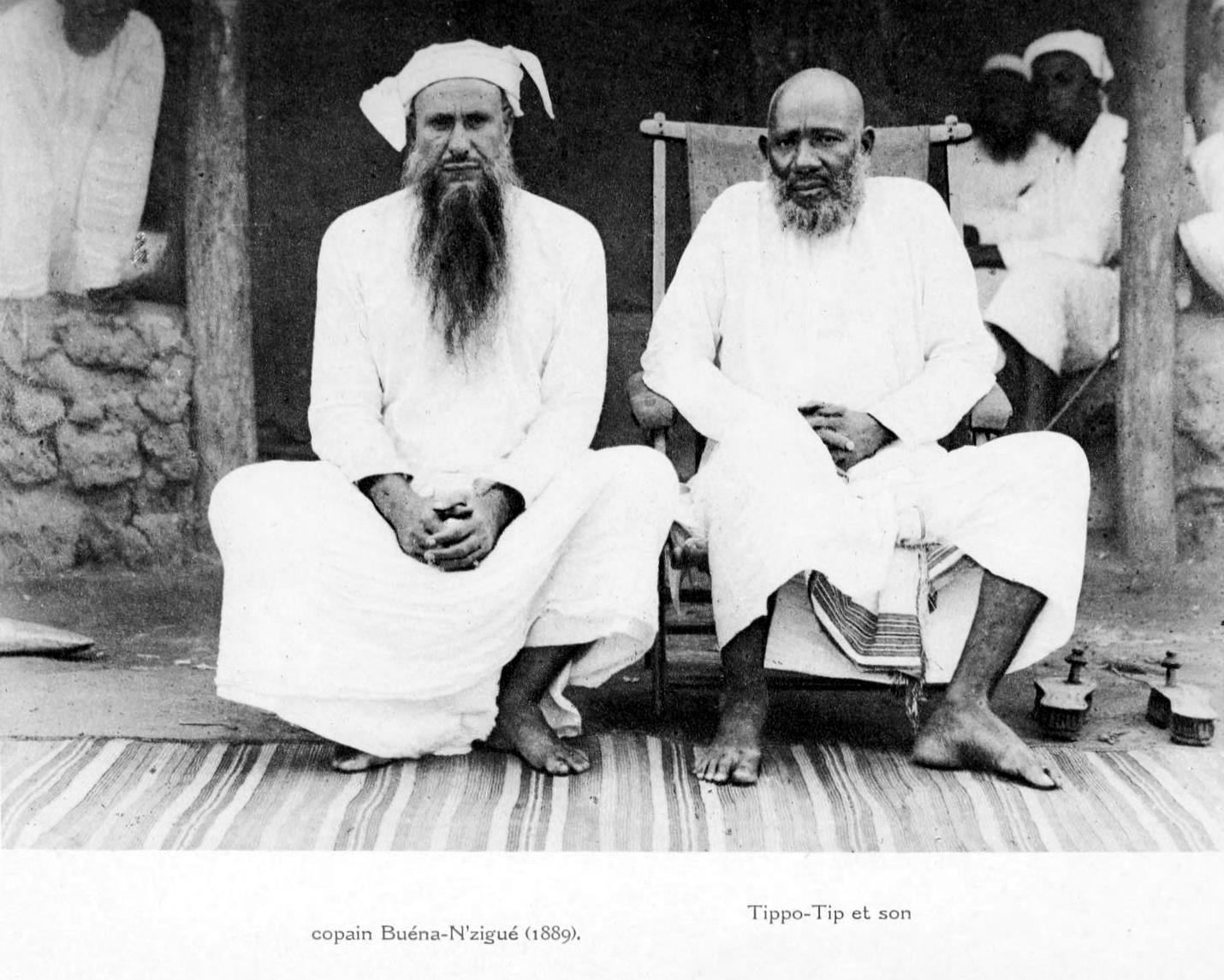
Tippo Tip (rechts) en zijn halfbroer Bwana Nzige (links) in 1889.

In 1890 vertrok Tippo Tip uit Stanley Falls naar Zanzibar. Aan de Falls werd hij opgevolgd door zijn neef Rashid ben Mohammed, bijgenaamd Kamanga, de zoon van zijn halfbroer Bwana Nzige. Tippo Tips zoon Sefu ben Hamed nam zijn zaken over in Kasongo. Sefu moest het contract uitvoeren dat zijn vader in Zanzibar had afgesloten voor de levering van inlandse soldaten voor het leger van de Onafhankelijke Congostaat, maar eigenlijk was hij de Europese inmenging liever kwijt dan rijk.
Andere Arabo-Swahilische handelaars die een machtspositie hadden uitgebouwd, waren Mohara in Nyangwe, Rumaliza in Ujiji en Kibonge te Kirundu. Zij vormden geen gesloten front, maar waren onderlinge rivalen. Mohara en Rumaliza waren verbeten tegenstanders van de Europeanen, terwijl Rashid, Sefu en Kibonge tot op zekere hoogte met hen samenwerkten.
De belangrijkste vooruitgeschoven militaire steunpunten van de Congostaat begin 1892 waren in het zuiden Lusambo aan de Sankuru en in het noorden Basoko op de Congostroom.
Staatsinspecteur Guillaume Van Kerckhoven leidde in 1891-1893 een expeditie vanuit het westen noordwaarts met het oog op de expansie naar het Nijlgebied, wat uiteindelijk de Lado-enclave zou worden. Onderweg werd alle ivoor, dat verzameld was door agenten van de heersende handelaars, in beslag genomen. Rashid verloor vijfhonderd slagtanden, Sefu zevenhonderd en Mohora leed een verlies van een miljoen goudfrank. Deze tegenslag leidde ertoe dat de in die regio actieve handelaars hun onderlinge rivaliteiten bijlegden en besloten de infiltratie van de Europeanen in de "Arabische zone" een halt toe te roepen.
Het onafhankelijke rijk van Msiri in Katanga was het doelwit van vier expedities. De eerste, onder de vlag van de Onafhankelijke Congostaat, onder leiding van Paul Le Marinel, vanuit Lusambo, stichtte de post Lofoi. Andere expedities naar Katanga waren voor de rekening van de Compagnie du Katanga en stonden onder leiding van Alexandre Delcommune, Emile Francqui, en William Grant Stairs. Bij deze laatste werd Msiri gedood (20 december 1891) en Katanga formeel aangehecht.
De Société antiesclavagiste de Belgique begon inmiddels militaire expedities uit te rusten tegen de slavenhandel. Een eerste expeditie was een mislukking, maar een tweede expeditie onder leiding van kapitein Jules Jacques de Dixmude bereikte vanuit het oosten het Tanganyikameer. Hij stichtte er begin 1892 Albertstad als douanepost om de export van slaven te beletten. Tot woede van Rumaliza in wiens invloedssfeer hij zich vestigde, hief hij er prompt een belasting van twintig percent op de ivoorhandel. Dit was in flagrante tegenspraak met het principe van vrijhandel dat in 1885 aan de Onafhankelijke Congostaat was opgelegd. Rumaliza liet boma's bouwen: forten bestaande uit boomstammen en aarden wallen. Hierdoor kon hij de controle over de communicatielijnen tussen Maniema en Zanzibar behouden.
In mei 1892 werden tien leden van de expeditie van de Belgische ivoorhandelaar Arthur Hodister afgeslacht bij Riba Riba aan de Congostroom. Dit gebeurde in het gebied van Mserera, een vazal van Mohara, de heer van Nyangwe. Dit voorval raakte in augustus bekend in Brussel en zorgde voor grote beroering. Koning Leopold vaardigde een instructie uit dat de Arabieren niet mochten worden aangevallen. Hij vreesde dat het contract met Tippo Tip om soldaten te leveren niet zou kunnen worden uitgevoerd. Tegen het ogenblik dat deze instructie in Congo arriveerde was zij reeds volledig achterhaald door de gebeurtenissen.

## Begin van de vijandelijkheden

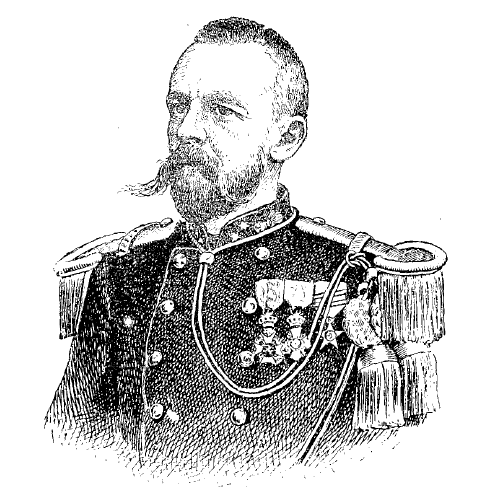
Francis Dhanis, "overwinnaar van de Arabieren".

Francis Dhanis, districtscommissaris in Lusambo, had de opdracht gekregen naar het pas verworven Katanga te trekken, de enige post Lofoi daar te bevoorraden en onderweg nieuwe posten op te richten. Weldra kwam hij echter in aanraking met de krijgers van Ngongo Leteta, die in westelijke richting naar Kasaï probeerden te trekken.
Deze Ngongo Leteta was een voormalige slaaf van Tippo Tip, die was opgeklommen tot diens naaste vertrouweling. Tippo Tip had Ngongo Leteta in 1884 persoonlijk aangesteld als zijn vazal aan de bovenloop van de Lomami, met residentie te Ngandu. Daar was hij bijna even machtig geworden als zijn leenheer in Kasongo, Tippo's zoon Sefu ben Hamed. Hij begon eraan te denken zijn eigen onafhankelijke weg te gaan. Daarvoor trachtte hij een doorsteek naar het zuidwesten, waar wapens vanuit Angola beschikbaar waren. De autoriteiten van de Congostaat konden echter geen expansie ten westen van de Lomami toestaan.
Na enkele confrontaties (april-mei 1892) met de beter bewapende koloniale troepen onder leiding van Dhanis en Michaux, besloot Ngongo Leteta met de sterkere Onafhankelijke Congostaat te onderhandelen. Op 19 september stelde hij zich in dienst en onder bescherming van de Onafhankelijke Congostaat. Daarmee verklaarde hij zich niet meer onderworpen aan Sefu ben Hamed, dit tot diens grote woede. Sefu eiste van Dhanis de uitlevering van zijn afvallige onderhorige, en een hertekening van de grenzen tussen hen beiden. Hij liet de resident in Kasongo, luitenant Joseph Lippens, en diens adjunct, sergeant Henri De Bruyne, als gijzelaars onder arrest stellen. De Bruyne werd op 15 november onder escorte naar de Lomami gebracht, nabij Goya-Moassa, om Sefu's eisen over te brengen aan de voorhoede van Dhanis op de linkeroever. Ondanks het aandringen van Scheerlinck om onder dekking van scherpschutters te vluchten en de rivier over te zwemmen, verkoos De Bruyne terug te keren naar Kasongo om er zijn zieke chef bij te staan. Dit zou twee weken later zijn dood betekenen.
De verwerping door Dhanis van Sefu's eisen werd door deze als een oorlogsverklaring aangevoeld. Hij trok met een zesduizend krijgers de Lomami over om de strijd aan te gaan. Bij Chige richtten zij twee boma's op.

## Veldtocht in Maniema

### Slag bij Chige
De strijdmacht van Dhanis bestond aanvankelijk uit 7 Europeanen, 350 geregelde soldaten, aangeworven in West-Afrika en uitgerust met achterladende Albinigeweren, en een Krupp kanon (kaliber 75 mm). Daarbij dienden nog opgeteld de min of meer ongeregelde troepen van de nieuwe bondgenoten als Ngongo Leteta. Bij de tros van het leger bevonden zich tal van vrouwen, kinderen en boys, waardoor het leger slechts langzaam kon vorderen. Michaux bevond zich te Ngandu bij Ngongo Leteta, terwijl Dhanis in Kabinda verbleef. Vanuit deze twee plaatsen trokken twee colonnes op om de vijand te ontmoeten.
De colonne van Michaux en Ngongo Leteta stootte op 22 november 's avonds op de boma's bij Chige. 's Nachts viel er overvloedig regen, en 's morgens beklaagde Ngongo zich erover dat de percussiegeweren van zijn manschappen niet werkten. In de veronderstelling dat de tegenstander hetzelfde probleem had, beval Michaux een algemene aanval. In het gevecht verloren zeshonderd manschappen van Sefu het leven. De overigen vluchtten in paniek de Lomami over; door de sterke stromingen in de rivier verdronken er nog ongeveer tweeduizend manschappen. Sefu zelf werd gewond, maar kon ontkomen.
Dhanis besloot de situatie uit te buiten en de achtervolging in te zetten. Op 26 november staken de troepen van de Onafhankelijke Congostaat de Lomami over. In Kasongo werden Lippens en De Bruyne op 1 december bij wijze van vergelding om het leven gebracht.

### Uitschakeling van Mohara
Sefu richtte een dringend verzoek tot bijstand aan Mohara, de heer van Nyangwe. Mohara, een zwarte Afrikaan afkomstig van de Swahilikust, was reeds meer dan twintig jaar de onbetwiste machthebber in Nyangwe en een verbeten tegenstander van de Europese indringers in het gebied. Hij ging dan ook gretig op het verzoek in. Manschappen van Mohara onder leiding van zijn zoon Pembe raakten op 30 december 1892 slaags met de troepen van Dhanis, Michaux en Ngongo nabij Kasongo-Luakita.
Op 1 januari 1893 sloeg Dhanis kamp op in Goi Kapopa, in het zicht van het vijandelijke kamp van Sefu aan de overkant van de rivier de Lufubu. Op 9 januari 1893 werd een colonne onder leiding van Cassart, die de hoofdmacht kwam bevoorraden met munitie, aangevallen door Mohara. De aanval werd afgeslagen, en Mohara kreeg een schotwond in zijn knie. Cassart en zijn mannen bereikten het nabije kamp van Dhanis na een geforceerde mars. Dhanis had inmiddels al de Wouters d'Oplinter er op uitgestuurd. Mohara en diens manschappen meenden dat de nieuw aangekomenen versterkingen waren vanwege Sefu, en lieten ze veel te na komen, waarop ze van dichtbij konden worden neergeschoten.

### Beleg van Nyangwe

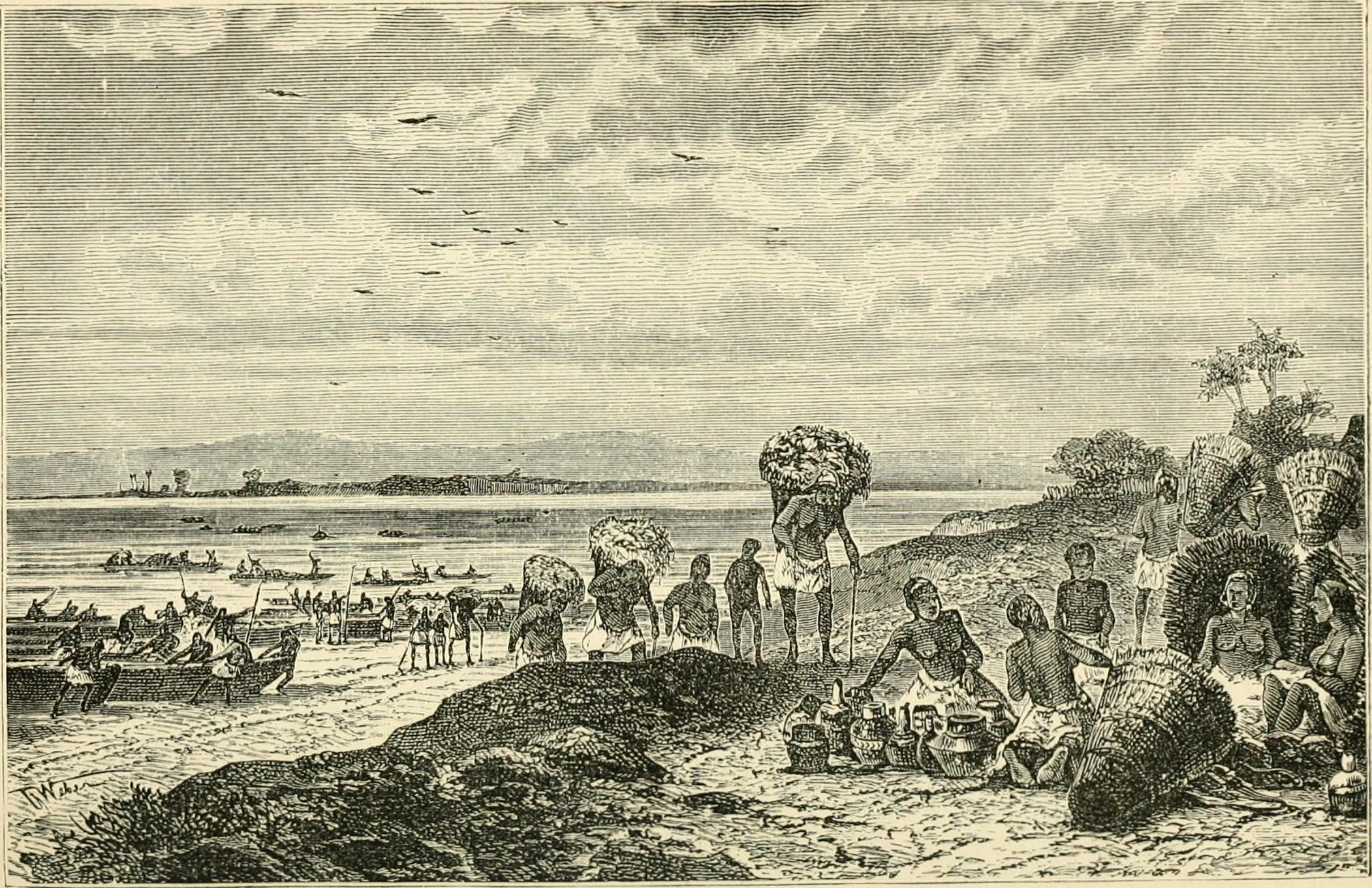
Markt te Nyangwe.

Sefu trok daarop met Mserera terug naar het oosten, over de Lualaba, naar Nyangwe. Hij zond bodes naar zijn neef Rashid, naar Kibonge en Rumaliza, met de vraag om bijstand. De opmars van Dhanis stopte aan de Lualaba. Deze rivier, eigenlijk de bovenloop van de Congostroom was op dat punt bijna 1000 meter breed en kon niet eenvoudig worden overgestoken.
Gedurende vijf weken, van 21 januari tot 4 maart 1893, bevonden beide legers zich tegenover elkaar, met de rivier tussen beiden in. Dagelijks werd er 's morgens over en weer geschoten en 's avonds door de trommelaars verwensingen uitgewisseld.
Dhanis kreeg er op 3 maart twee brieven. In de eerste herinnerde Théophile Wahis, de gouverneur-generaal in Boma, hem aan zijn opdracht en de koninklijke instructie. In een andere brief van staatsinspecteur Edouard Fivé, die zich de titel "leider van de militaire operaties tegen de Arabieren" aanmat, werd hij aangespoord het offensief verder te zetten. Dhanis besloot de eerste brief naast zich neer te leggen en aan te vallen.
Om de rivier over te raken hadden de troepen van de Staat de hulp nodig van de Wagenia's, een volk dat leefde van de visvangst en zich voor de rest ver hield van strijdtonelen. Slechts toen Dhanis met het kanon hun dorp liet beschieten, waren ze bereid hun boomstamkano's te verhuren. In de nacht van 3 op 4 maart staken een 120-tal kano's, elk met 30 à 40 man aan boord, de rivier over. 's Namiddags werd Nyangwe zonder tegenstand ingenomen. Sefu en zijn manschappen, en zowat de hele bevolking van Nyangwe en omstreken, waren weggetrokken naar Kasongo, twee dagmarsen daarvandaan. In de stad was er geen buit of voedsel te vinden.
Op 9 maart kwam het toch tot een gevecht met een achtergebleven detachement van gearabiseerde hulptroepen. Na de strijd waren de lijken onvindbaar; er waren slechts een tweehonderdtal afgehakte hoofden te vinden. Het bleek dat de mannen van Ngongo Leteta de lijken versneden en het vlees rookten om het later te kunnen gebruiken als proviand.
In Nyangwe werden de manschappen geteisterd door een epidemie van de pokken. Vooral de West-Afrikaanse soldaten en de Bangala hulptroepen werden erdoor gedecimeerd.
Op enkele gebouwen na werd de stad volledig platgebrand.

### Verovering van Kasongo

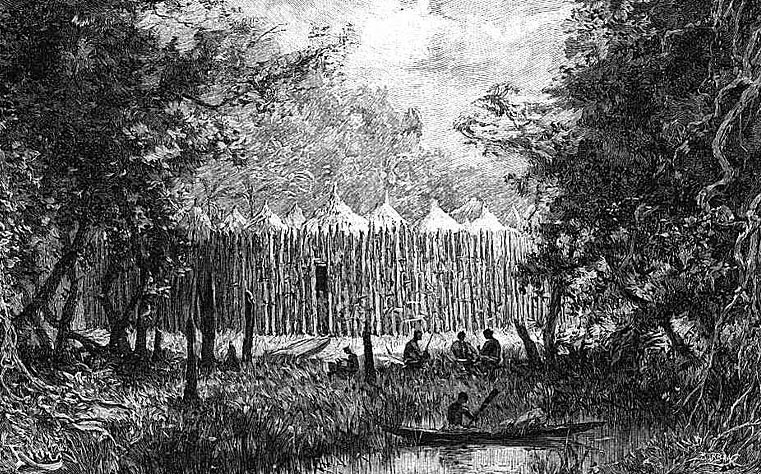
Een boma in het woud.

Ngongo Leteta keerde vanuit Nyangwe met zijn volgelingen terug naar zijn residentie Ngandu, waar onlusten waren uitgebroken. Op 17 april vertrokken Dhanis en versterkingen onder leiding van kapitein Cyriaque Gillain vanuit Nyangwe richting Kasongo. Hij beschikte over slechts 300 reguliere soldaten en 2.000 manschappen hulptroepen. Na vijf moeizame dagmarsen bereikten zij de stad.
Kasongo was op dat ogenblik met 60.000 inwoners wellicht de grootste stad in Sub-Saharaans Afrika, en lag te midden van uitgestrekte plantages. Sefu verwachtte dat de hulptroepen van Ngongo Leteta over land zouden aanvallen, en liet een viertal boma's bouwen langs de landzijde.
Een voorhoede onder leiding van Doorme maakte een omtrekkende beweging en kwam meer door geluk dan door terreininzicht aan de zuidkant van de stad terecht. Met een bestorming werd het fort ten zuiden van de stad ingenomen. Kort daarop begon de aanval op de stad zelf, vanuit twee tegengestelde richtingen. Paniek beving de grotendeels onbewapende bevolking, wat de gewapende verdedigers sterk hinderde. Na slechts twee uur strijd was de stad ingenomen. Duizenden verdronken terwijl ze de overkant van de rivier trachtten te bereiken. Sefu vluchtte naar het oosten, naar Rumaliza.
In Kasongo troffen de veroveraars de graftombes van Lippens en De Bruyne aan, alsook het dagboek van Emin Pasha, waaruit werd afgeleid dat deze Duitse ontdekkingsreiziger op 23 oktober om het leven was gebracht.
De veroveraars raakten onder de indruk van de culturele verwezenlijkingen en rijkdommen in Kasongo. De opmars van Dhanis stopte hiermee voorlopig. Het veroverde gebied moest worden georganiseerd en de troepen deelden zich op in kleinere garnizoenen.

## Vanuit Basoko en Stanley Falls
Ook commandant Chaltin in Basoko kreeg in maart 1893 het bericht van Fivé om op te rukken tegen de Arabo-Swahilische handelaars. Met een stoomboot voer hij de Lomami op, tot Bena Kamba. Van daaruit ging het over land richting Riba Riba, de plaats van de moord op Hodister een jaar eerder. Riba Riba werd ingenomen op 30 april; de bewoners vluchtten richting Stanley Falls. Vervolgens nam Chaltin dezelfde weg terug over land naar Bena Kamba, en met de boot op de Lomami stroomafwaarts naar Stanley Falls.
Chaltin kwam op 18 mei aan in Stanley Falls, waar de post van resident Tobback reeds vijf dagen belegerd werd door de mannen van Rashid. Samen verjoegen ze de aanvallers; Rashid vluchtte naar Kibonge in Kirundu. Chaltin keerde vervolgens terug naar Basoko.
Vanuit Boma kwam Pierre Ponthier met slechts 20 man versterkingen de rivier de Congo opgevaren. Bij diens passage in Nieuw-Antwerpen besloot Hubert Lothaire, de districtscommissaris daar, zijn post te verlaten en met een zelf opgetrommelde militie van 200 Bangala mee te trekken om de strijd aan te gaan.
Ponthier en Lothaire vertrokken uit Stanley Falls op 28 juni om de confrontatie aan te gaan met Rashid en Kibonge. Op 8 juli 1893 trokken zij het verlaten Kirundu binnen. De Arabo-Swahili's waren naar de overkant van de Lualaba gevlucht, maar werden er achtervolgd door de troepen van Ponthier en Lothaire. Op 10 juli stootten zij op de hergroepeerde troepen van Rashid en Kibonge en vochten een bloedige slag uit. De volgende dag gaven enkele chefs van de Kusu, die meevochten met de Arabo-Swahili's, zich over aan Ponthier en Lothaire. Door verraad leverden zij twintig leiders van de Arabieren uit, maar Rashid en Kibonge wisten te ontkomen. Bij de gevangenen waren ook de deelnemers aan de moorden op de expeditie Hodister; zij werden op 14 juli geëxecuteerd.
Eind augustus keerde Lothaire terug naar zijn post in Nieuw-Antwerpen. Ponthier trok verder zuidwaarts om zich aan te sluiten bij Dhanis.

## Veldtocht van Rumaliza

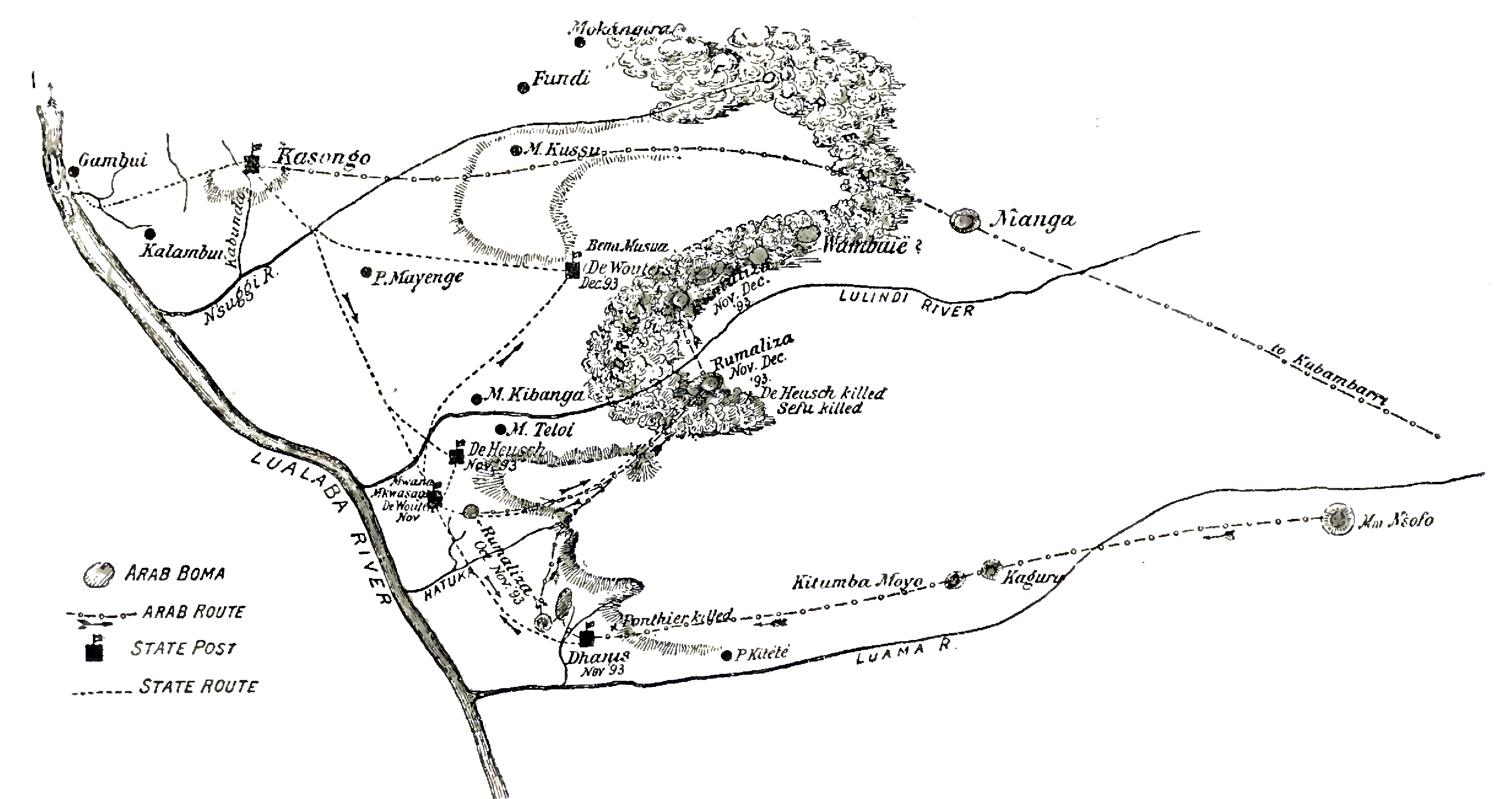
Rumaliza's veldtocht, volgens S.L. Hinde (1897).

Met de vlucht van Sefu naar het oosten verkeerden de autoriteiten van de Onafhankelijke Congostaat in de mening dat de oorlog was beëindigd. Gouverneur-generaal Wahis vaardigde op 25 juni 1893 een communiqué uit waarin de prestaties van de militairen van de Onafhankelijke Congostaat werden geprezen. Dhanis, Chaltin en Tobback werden er met name in genoemd.
In september werd Ngongo Leteta in Ngandu door enkele voortvarende officieren, die zich door zijn invloedrijke positie benadeeld voelden, van verraad beschuldigd. Na een kort proces werd hij ter dood veroordeeld en onmiddellijk gefusilleerd. Dit voorval leidde ertoe dat de steun van de inlandse bevolking en hulptroepen begon weg te ebben.
Rumaliza, met zijn echte naam Mohammed bin Khalfan al-Barwani, was een blanke Arabier die rond het Tanganyikameer zijn invloed uitoefende. In het oosten moest hij echter het hoofd bieden aan de Duitsers, die hem in 1892 verjoegen uit Ujiji, dat tot Duits-Oost-Afrika ging behoren. Uit deze confrontatie had hij voldoende ervaring opgedaan om te ontpoppen tot een geduchte krijgsheer. Met enkele duizenden manschappen, waaronder de overgebleven troepen van Sefu, rukte hij in oktober 1893 vanuit Kabambare op richting Kasongo. De manschappen beschikten over geavanceerde geweren, geleverd door een Engelse handelaar. Zij verzekerden zich ook van de steun van de plaatselijke bevolking door niet te plunderen, maar voor hun bevoorrading te betalen met stoffen.
Toen Dhanis in Kasongo zich bewust werd van de bedreiging, kon hij slechts uitrukken met 400 reguliere soldaten en 300 man hulptroepen, onder wie de versterkingen van Ponthier. Toch rukte hij op naar het zuidwesten, naar Rumaliza die zich met boma's had ingegraven nabij de rivier de Lomami.
Van 15 tot 19 oktober 1893 belegerde Dhanis, ten koste van zware verliezen, de boma's van Rumaliza. Het Kruppkanon bleek weinig effectief tegen deze forten: de afgevuurde obussen boorden zich in de aarden verdedigingswallen, maar kwamen niet tot ontploffing. Op 18 oktober viel Rumaliza aan onder dekking van de mist, en kwam het tot een vijf uur durende slag, dikwijls man tegen man en met de bajonet bevochten. Ponthier werd er dodelijk gewond aan beide benen en stierf een week later. Deze tegenslagen bewogen Dhanis ertoe om zich terug te trekken en ijlboden te sturen om versterkingen te vragen. Dhanis zelf keerde terug naar Kasongo, en liet de Wouters en de Heusch de terugweg bewaken. Zij namen hiertoe de Arabische tactiek over en bouwden forten aan de zuidelijke oever van de Lulindi. De situatie ontaardde zo tot een stellingenoorlog.
Om de forten van de Onafhankelijke Congostaat te vermijden, trok Rumaliza in noordoostelijke richting om de rivier verderop over te steken. De Wouters en de Heusch gingen in de achtervolging zodra zij beseften dat er een omtrekkende beweging werd gemaakt. Op 17 november kwam het tot een treffen, waarbij Sefu ben Hamed en de Heusch sneuvelden. De komst van versterkingen eind november, inclusief twee bijkomende Kruppkanonnen, gaf het overwicht aan de troepen van de Onafhankelijke Congostaat. Toch lukte het ze niet om op 24 en 25 december 1893 de boma's van Rumaliza bij Ogella in te nemen.
Ondertussen aan het Tanganyikameer kreeg Jacques versterkingen van een nieuwe expeditie van de Société antiesclavagiste de Belgique. Zij brachten twee geavanceerde Nordenfeltkanonnen (kaliber 47 mm) mee, met behulp waarvan Jacques eindelijk de stellingen van de Arabo-Swahili's wist te doorbreken, en de aanvoerlijnen tussen Zanzibar en Maniema af te snijden.
Op 9 januari 1894 kwam Lothaire aan te Ogella. Hij had andermaal zijn post in Nieuw-Antwerpen verlaten met een zelf geronselde Bangalamilitie van 300 man. Op 13 januari begon de aanval op de grote boma van Rumaliza met een beschieting door het Kruppkanon. Een obus kwam bij toeval terecht op het extra stevig gebouwde verblijf van Rumaliza, en kwam zo tot ontploffing. Hierdoor ontstond er brand in de boma, en verspreidde paniek zich bij de vierduizend aanwezigen. Lothaire besloot tot een bestorming. Duizend Arabo-Swahili's werden gedood tijdens de vlucht, deels door de kogels van de Onafhankelijke Congostaat, deels door verdrinking in de nabije rivier de Lulindi.
Lothaire en Henry zetten de achtervolging in op de vluchtenden. Op 25 januari namen zij zonder slag of stoot Kabambare in. Zij trokken verder naar het noorden, naar Uvira. Op 10 februari 1894 maakten de troepen van de Onafhankelijke Congostaat (de Wouters d'Oplinter) de verbinding met de troepen van de Société antiesclavagiste de Belgique (Descamps). De restanten van het leger van Rumaliza vluchtten naar Duits-Oost-Afrika.

## Nasleep
Rashid ben Mohammed, Mserera en andere Arabische aanvoerders gaven zich over in april 1894. Er werd een krijgsraad belegd te Riba Riba, voorgezeten door Lothaire: Mserera, Amici en Piani Lugari werden schuldig bevonden aan de moorden op Hodister en diens metgezellen, en geëxecuteerd. Rashid werd vrijgesproken maar verbannen naar de streek van de rivier de Kwango, waar hij werd belast met de leiding van een plantage.
De restanten van Rumaliza's leger werden door Duitse troepen uiteengejaagd. Rumaliza vestigde zich opnieuw in zijn geboortestad Lindi en voerde er gerechtelijke procedures tegen Tippo Tip voor de rechtbanken van Zanzibar.
Lothaire ondernam met Henry in november-december 1894 een expeditie naar Ituri, om de laatste haarden van verzet uit te roeien en het terrein voor te bereiden voor een nieuwe expeditie naar het Nijlgebied. Zij kregen door verraad Kibonge in handen, die bekende de moord op Emin Pasha te hebben bevolen, en hiervoor op 1 januari 1895 werd gefusilleerd. De Britse wapenhandelaar Charles Stokes onderging hetzelfde lot, wat leidde tot een internationale rel.
De Onafhankelijke Congostaat controleerde nu het gebied tussen de monding van de Congostroom en de Grote Meren. Het nieuwverworven gebied werd toegevoegd aan het zogenoemde Kroondomein, dit wil zeggen dat private ondernemingen er geweerd werden. De Staat inde er belastingen onder de vorm van ivoor, en meer en meer onder de vorm van rubber. De door de slavenrazzia's en geweld geteisterde inlandse bevolking werd bevrijd van de slavernij verklaard. Onder het mom van dienstplicht werden de zogenaamde libérés echter massaal gedwongen ingelijfd in de Force Publique of gedeporteerd om als dwangarbeiders te werken aan de spoorlijn Matadi-Leopoldstad.
De gevluchte wangwana of gearabiseerden werden teruggeroepen en kregen grotendeels hun dominerende positie tegenover de inlandse bevolking terug: de Staat had hen immers nodig om door rijstcultuur in plantages de voedselvoorziening te verzekeren.

## Propaganda

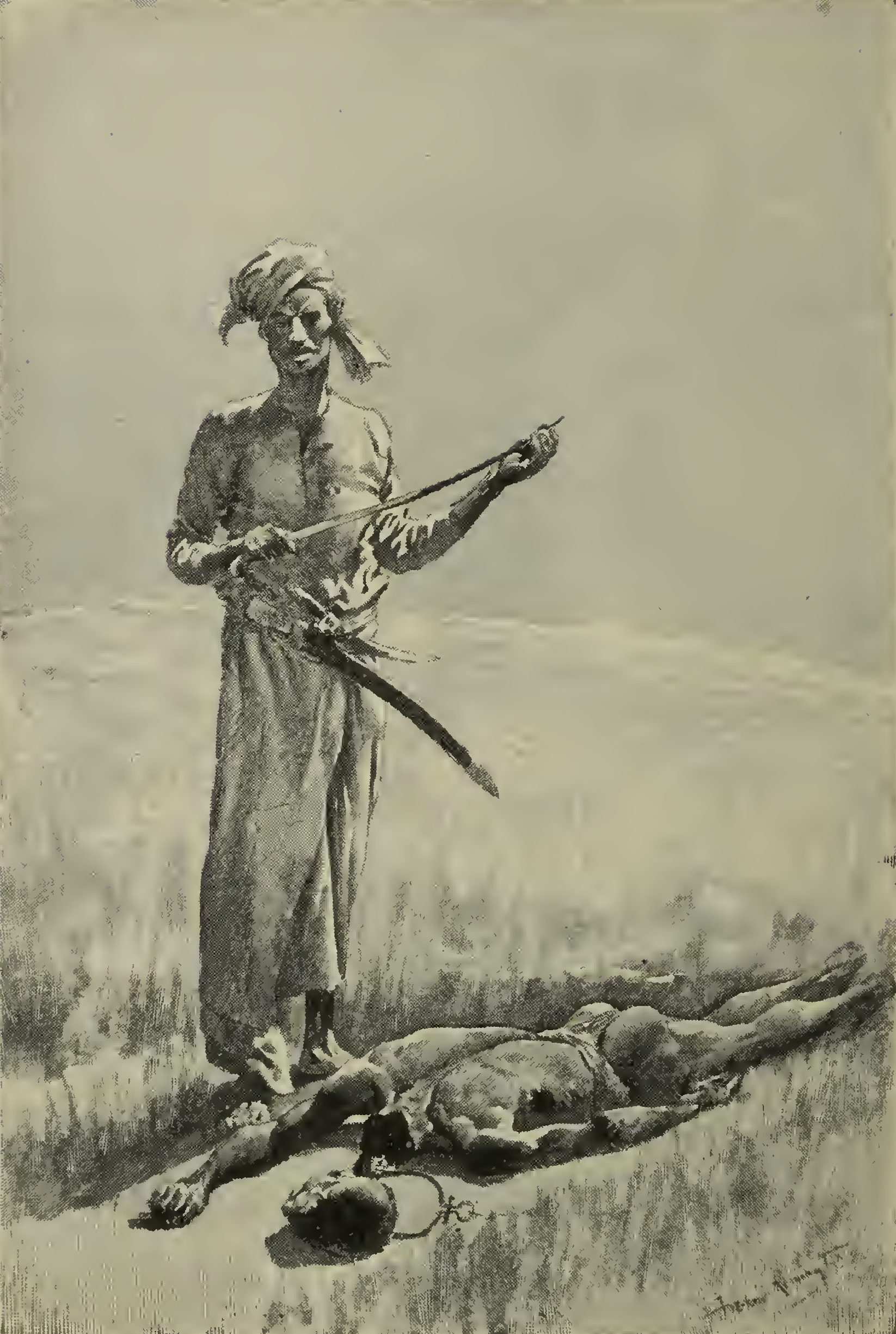
Het frontispice van Frederic Remington in Stanleys boek Slavery and the Slave trade in Africa zet onmiddellijk de toon.

Zodra in Europa bekend werd dat er een gewapend conflict was uitgebroken, deden de Congostaat gunstig gezinde media grote inspanningen om dit voor te stellen als een doelbewuste strijd tegen de onterende slavernij en voor de beschaving.
Stanley bijvoorbeeld publiceerde in 1893 de brochure Slavery and the Slave trade in Africa, dat leest als een lexicon van dubbelzinnige humanitaire retoriek. In deze verdedigde hij de stelling dat de "Arabieren" en hun slavenhandel verantwoordelijk zijn voor de eeuwenlange intellectuele en morele achterstelling van de zwarte Afrikaanse bevolking. Het was de plicht van de Europese mogendheden om Afrika te koloniseren, de "onwetende inboorlingen" te redden van de wrede slavenhandelaars, en hen door arbeid op te voeden. Tot diep in de twintigste eeuw werd deze stellingname overgenomen in de Belgische geschiedenishandboeken.
Na het conflict verrezen op verschillende plaatsen in België monumenten voor de bevrijders, die er telkens aan moeten herinneren dat de kolonisatie van Congo een humanitaire operatie was. Drie archetypen komen daar telkens in terug: de heldhaftige Belgische militairen (van zwarte soldaten van de Force publique is geen spoor te bekennen), de dankbare uit de slavernij bevrijde Afrikaanse bevolking en de vernederde Arabieren. Zo toont een monument voor de vermoorde Lippens en De Bruyne in Blankenberge beide helden met een dankbare Afrikaanse vrouw met kind en het opschrift "Zij stierven de heldendood voor de beschaving." Dhanis, tot baron benoemd en als held ingehaald in Antwerpen, kreeg na zijn dood een monument van de hand van Frans Joris te zijner ere, waarin hij triomfeert over een onderworpen Arabier, terwijl een Afrikaanse vrouw in dankbaarheid haar kind naar hem opheft.
Het Monument voor de Belgische pioniers in Congo in Brussel, van de hand van Thomas Vinçotte verwijst rechtstreeks naar het conflict, zonder evenwel namen van betrokkenen te noemen. Het monument is controversieel vanwege de vernederende en beledigende voorstelling van de overwonnenen, en de quasi automatische gelijkstelling van "Arabieren" met slavendrijvers. Het woord "Arabisch" is daarom weggebeiteld.

Monumenten
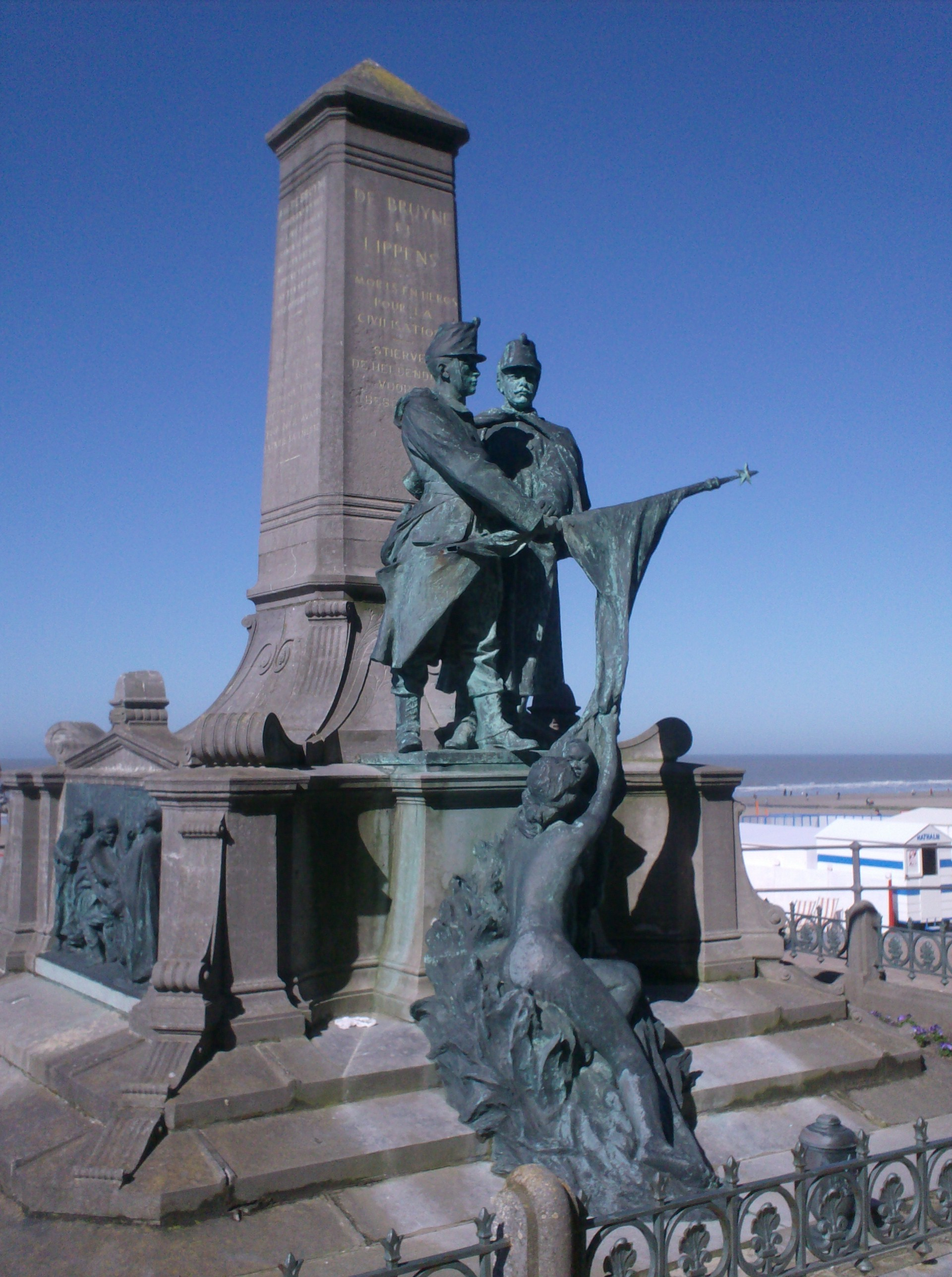
Monument voor Lippens en De Bruyne in Blankenberge.
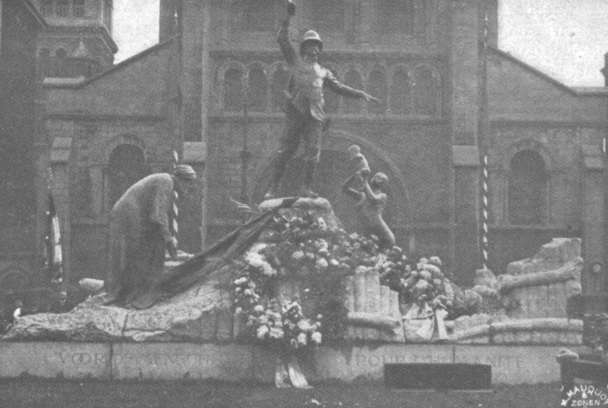
Monument voor Dhanis ten tijde van zijn inhuldiging (1913).
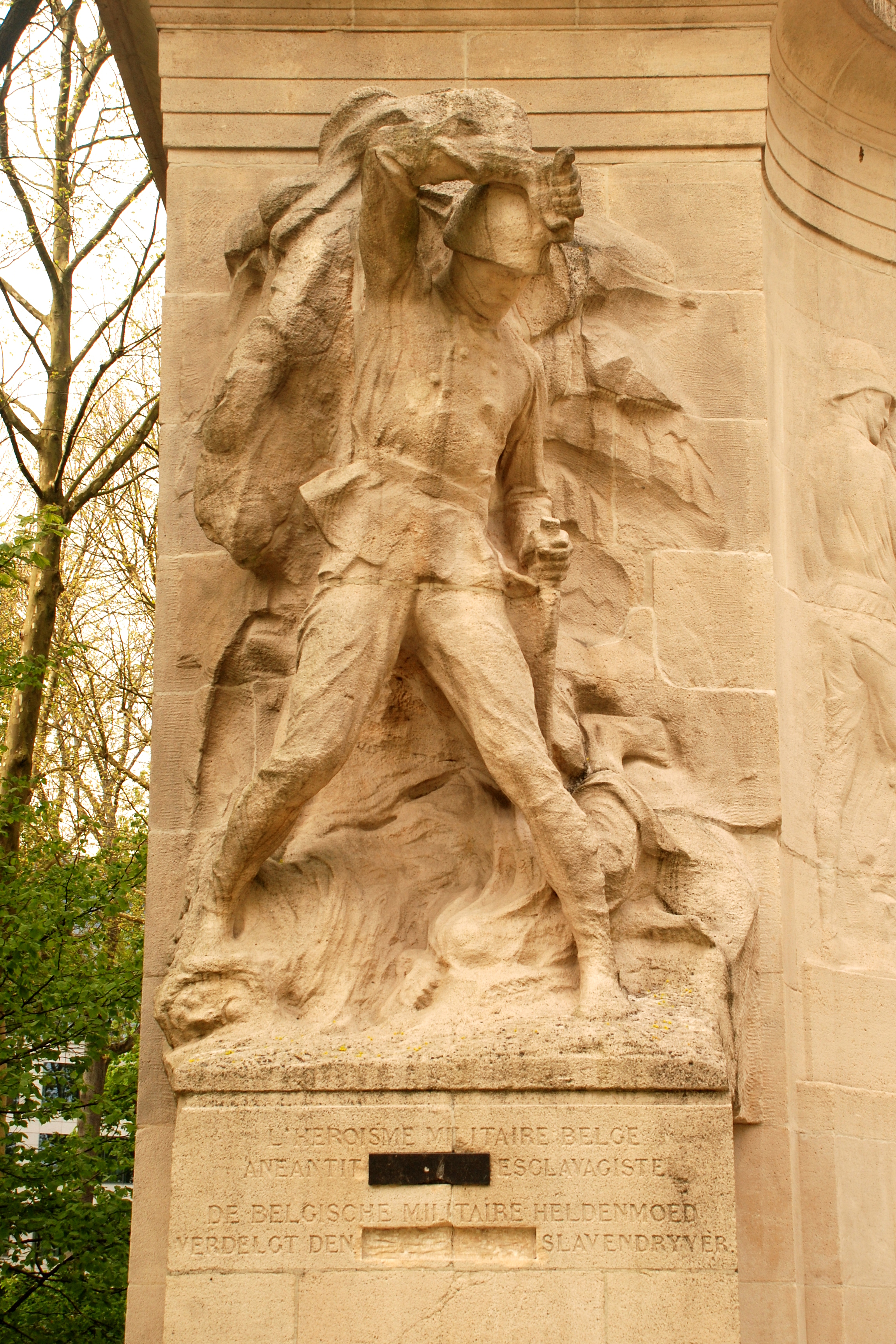
"De Belgische militaire heldenmoed verdelgt den Arabischen slavendryver".
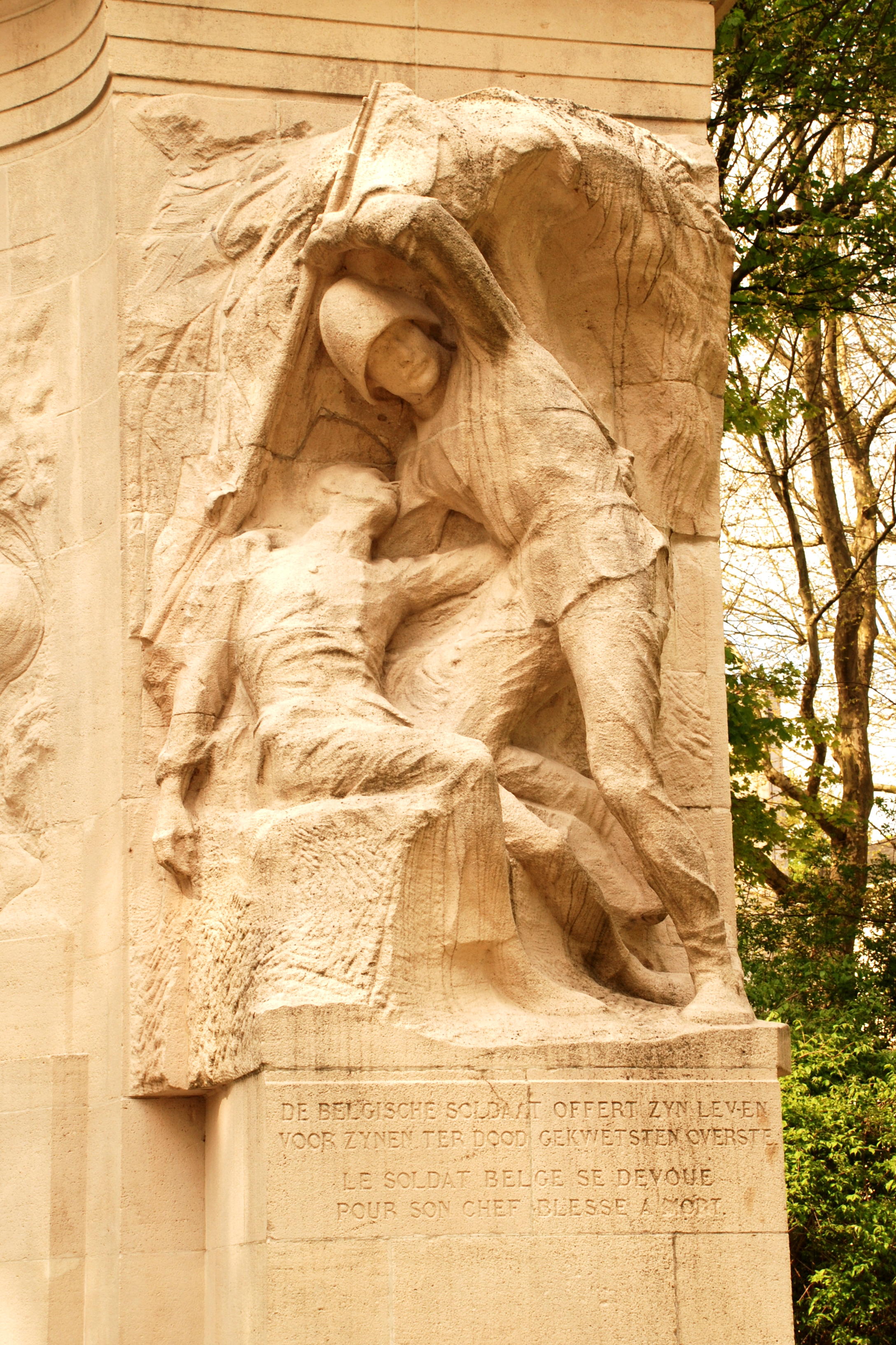
"De Belgische soldaat offert zyn leven voor zynen ter dood gekwetsten overste", een verwijzing naar de dood van Lippens en De Bruyne.